# That Day
"That Day" foi o primeiro single tirado do álbum White Lilies Island da cantora australiana Natalie Imbruglia, lançado no final de 2001. 
O single marcou o retorno da cantora, após dois anos afastada da mídia, e precedeu o lançamento do álbum no Reino Unido.

## Música
Composta por Natalie Imbruglia e Patrick Leonard, a música começa com riffs compassados de guitarra, onde entra diretamente a voz de Natalie, cantado a letra de maneira rápida. A letra expressa uma confusão de sentimentos, como tristeza, solidão, medo e claridade. 
Por ser a faixa de abertura do álbum White Lilies Island, a música dá o tom melancólico que perpassa todo o disco. Em entrevista, Natalie disse que estava se sentindo assim quando estava fazendo o seu segundo álbum.

### Estranho Retorno
"That Day" foi uma opção pouco comercial de single, e marcava uma nova fase de Natalie, mais madura e introspectiva. Mesmo assim, o single atingiu o #11 da parada britânica quando foi lançado.
No Brasil, a música estreou no canal MTV, com o clipe sendo exibido a cada uma hora durante toda a programação diária, em novembro de 2011.

## CD Single
- Promocional

1. "That Day" (Album Version)
2. "That Day" (Edit Version)

- Europa

1. "That Day"
2. "Shikaiya (for Billy)"

- Reino Unido

1. "That Day"
2. "Shikaiya (for Billy)"
3. "Just Another Day"

Inclui videoclipe em CD-ROM

## Paradas musicais
| Parada semanal (2001)          | Posição |
| ------------------------------ | ------- |
| Austrália (ARIA Charts)        | 10      |
| Bélgica (Ultratip 50)          | 11      |
| Holanda (Dutch Top 40)         | 87      |
| Itália (FIMI)                  | 14      |
| Reino Unido (UK Singles Chart) | 11      |
| Suécia (Sverigetopplistan)     | 34      |
| Suíça (Schweizer Hitparade)    | 75      |